# Bábel tornya

Babel tornya (1563), Pieter Bruegel festménye, Bécsi Szépművészeti Múzeum

A Bábel tornya (más néven a bábeli torony) a Biblia egy ószövetségi leírásában szereplő építmény.
Néhány modern tudós a Bábel tornyához az Étemenankit, a Marduk istennek szentelt zikkuratot kapcsolja. Az Enmerkar és Aratta ura című korai sumer hősepika egy, a bibliaihoz hasonló történetet mesél el.

## A Bibliában
Mózes I. könyve 11. fejezetének elbeszélése szerint Noé utódai, akik még mind egy nyelvet beszéltek, Sineár földjére mentek és ott egy várost meg egy tornyot akartak építeni, amelynek csúcsa az égig érjen. Isten azonban meghiúsította a törekvésüket és megbüntette elbizakodottságukat azáltal, hogy összezavarta nyelvüket úgy, hogy nem értették meg egymást, és elszéledtek a Földön.
Bábel város neve a babilóniai csonka toronyhoz fűződik, amely óriási méreteivel olyan benyomást tett, mint olyan emberek műve, akik semmitől sem riadtak vissza. Sokan azon a nézeten voltak, hogy a Bábel tornya alatt a Bél-templom értendő, amely Babilónia leghatalmasabb építményei közé tartozott. Hérodotosz szerint, aki még látta, négyszögű épület volt, amelynek minden oldala két sztadion hosszú (nagyjából 2×200 méter). A közepén állott egy nyolcemeletes torony, amelynek csúcsára lépcsők vezettek föl. A legfelső emeleten a szentély volt, amely Diodórosz szerint csillagvizsgálóul is szolgált. E Bél-templomot sokan azonosították a Hilla-helységtől 9 km-re délre fekvő Nimrud nevű romokkal, amelyeket újabb időkben ismételten megkutattak és leírtak. Egy felirat alapján alapos a föltevés, hogy a romok helyén Borszippa állott. II. Nabú-kudurri-uszur király feliratát is megtalálták négy agyaghengeren az épület négy sarkán, amelyben elmondja, hogy az elhanyagolt tornyot, amely Bél–Nabún szentélye volt, helyreállíttatta. Az épület hét emelete a hét bolygó istenségeinek volt szentelve, azok színére festve. Mivel azonban Borszippa és Bábel között mindig különbséget tesznek és Bábelben több hasonló építmény volt, igen valószínűtlen, hogy a szentírás elbeszélése éppen e toronyhoz fűződik. Az a föltevés, hogy a feliratokban a „bábeli nyelvzavar"-ról szó lenne, valamint „Borszippa" azon etimológiája, mely szerint „nyelvtornyot" jelentene, teljesen alaptalan.
Mózes említett műve 3. és 4. versében: „Jertek, vessünk téglát és égessük ki jól, és lőn nékik tégla a kő gyanánt, s szurok pedig ragasztó gyanánt. És mondának: „Jertek, építsünk magunknak várost és tornyot, amelynek teteje az eget érje, és szerezzünk magunknak nevet, hogy el ne széledjünk az egész földnek színén!”

## Előzmények
A nyelvek kialakulására vonatkozó elképzeléseik már a legkorábbi sumereknek is voltak. Ezt érintőlegesen bemutatja az Enmerkar és Aratta ura című történet. A sumer hagyományban azonban nem foglalkoztak kiemelten ezzel a kérdéssel.
Amikor Ninive mezővárosból fővárosi rangra emelkedett, s ezzel együtt a történelem színpadára lépett, Babilon akkor már tizenhárom évszázados fővárosi múltra tekintett vissza, és ezerkétszáz esztendeje volt annak, hogy Hammurapi, a törvényhozó uralma alatt elérte tündöklésének, és hatalmának csúcspontját. Bábelben Nabú-apal-uszur új babiloni birodalmat alapított, amelyet fia, Nabukodonozor erőssé és dicsőségessé tett. Ez az új Babilon hetvenhárom esztendővel élte túl Ninivét, azután esett áldozatul a perzsa Nagy Kürosz hódításának.

## Megtalálása

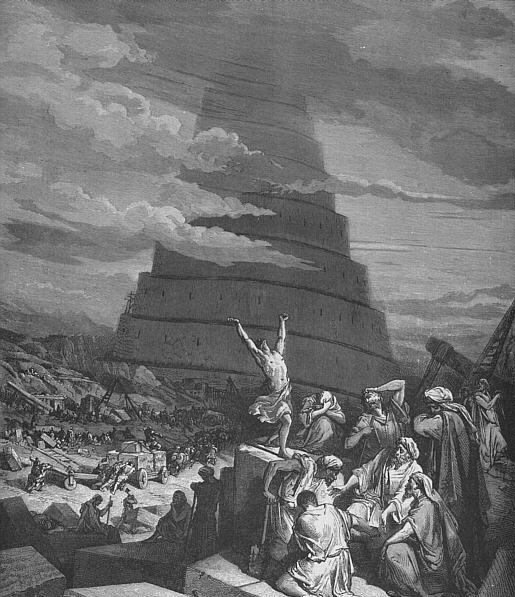
Gustave Doré műve

Koldewey 1899. március 26-án kezdte meg a bábeli vár a „Kasr” keleti oldalán Bábel tornyának kiásását. Ekkor már tisztában volt a történeti múlttal, amit a törmelék eltakart. Legfőképpen Asszurbanipál óriás könyvtára révén szerezte ismereteit. Április elsején így írt: „Tizennégy napja, hogy ások, és az egész vállalkozás tökéletesen sikerült!” Elsőként rábukkant a hatalmas babiloni falakra, azok mellett domborművek maradványait találta. Babilonról a legszemléltetőbb leírást Hérodotosznak, és Ktésziasznak köszönhetjük. Ők a városfalat valóságos csodának tekintették. A szájhagyomány szerint olyan széles volt, hogy két, egymással szembetalálkozó négyesfogat is elfért rajta. Koldewey munkáját nagyon megnehezítették a körülmények. Tizenkét, helyenként huszonnégy méter vastagságú földmassza várt eltakarításra. Kétszáznál több munkással ásott télen-nyáron, másfél évtizeden keresztül.
A csapat hét méter vastagságú vályogtéglafalat ásott ki. Ettől tizenkét méternyi távolságra egy másik, 7,8 méter vastag fal emelkedett égetett téglából egy, ugyancsak égetett kövekből épült 3,3 méter vastag árokfal kíséretében. A falak közötti térség valószínűleg földdel lehetett megtöltve, és itt férhettek el a fogatok. A falra egymástól 50 méternyi távolságban őrtornyokat építettek. Számukat a belső falon 360-ra becsülte, a külsőn 250-et számolt meg Ktésziasz.
Ezzel a fallal Koldewey a világ legnagyobb városerődítményét ásta ki. Ez a fal azt is elárulta, hogy Babilon volt az egész Kelet legnagyobb városa, még Ninivénél is nagyobb.
Koldewey tehát Nabukodonozor Babilonjára talált rá. Nem ásott ki egyebet, mint a roppant alapzatát. De a megtalált feliratokból tudta, hogy egykor itt állt a torony, melyről a Biblia beszél (ami kétségkívül létezett), és ami Hammurapi ideje előtt elpusztult. Ám a régi emlékére, helyébe másikat építettek.

## A torony

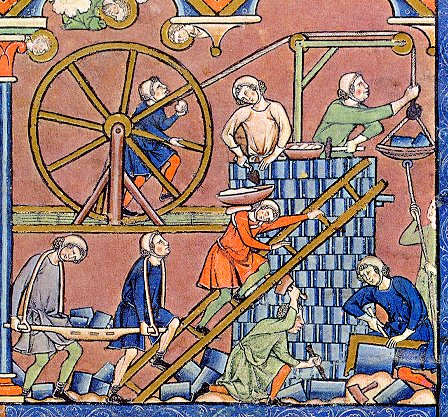
Középkori ábrázolás a torony építéséről(Maciejowski vagy Morgan Biblia, 1260)

Roppant teraszokon emelkedett a torony. Hérodotosz nyolc, egymásra épített, egyre kisebbedő toronyról számol be. A legkisebbiken, felhőkbe törő magasságban a szentély foglalt helyet. A torony a Sachn síkságból nőtt ki, ami szó szerint „serpenyőt” jelent. 90×90 méteres alapzatú, ugyanilyen magasságú, többlépcsős babiloni zikkurattal, az Étemenankival azonos. A felső részén Babilon istenének, Marduknak a szentélye van. Arannyal bevonva, mélységes kék színben ragyogtak a szentély zománcozott téglái. A hagyomány szerint a torony hét emeletét sorrendben a Vénuszról, a Szaturnuszról, a Jupiterről, a Merkúrról, a Holdról, a Napról, a legfelsőt pedig ismét a Vénuszról nevezték el.
A város alaprajza trapéz alakú volt. A babiloni terek a babiloniak által ismert csillagképek alakjának feleltek meg. A nyári napforduló idején ünnepelték a főisten, Marduk bevonulását a szentélyébe. Ekkor a felkelő Nap délben pont a zikkurat felett állt. Valamennyi babiloni városnak megvolt a maga zikkuratja, de egyik sem versenyezhetett „Bábel tornyával”. 85 millió téglát használtak fel az építkezéshez. A zikkuratot építő uralkodók nemcsak maguknak építkeztek, hanem mindenki számára. Az alsó templomban áldoztak Marduknak, az isten szobra előtt, melynek súlya, Hérodotosz adatai szerint, trónust, zsámolyt, asztalt beleértve nyolcszáz Talentumot, azaz 34 920 kg-ot nyomott.
Tukulti-Ninurta, Sargon és Asszurbanipal megostromolták Bábelt és feldúlták Marduk szentélyét, Etemenankit, és Bábel tornyát is. Nabupolasszár és Nabukodonozor újra felépítette. Nagy Kürosz, a perzsa, aki Nabukodonozor halála után, i. e. 539-ben a várost elfoglalta,ő volt az első hódító, aki nem rombolt. Lenyűgözték a gigászi arányok.
A tornyot azonban még egyszer elpusztították. A perzsa I. Xerxész nem hagyott maga után, csak romokat. Ezt látta meg III. Alexandrosz, amikor Indiából erre vonult. Ő is megbűvölten állt a hatalmas romok előtt. Két hónapon át, tízezer emberrel, végül egész hadseregével takaríttatta a törmeléket.

## Az út
Koldewey a nagyváros egy másik olyan részét is kiásta, amely soha nem került a köztudatba. Csupán egy út volt. Kiderült, hogy a világ legpompázatosabb útja, a rómaiak, sőt még az Újvilág útjait is beleértve, ha a pompát nem hosszra mérik. Nem közlekedési útnak épült, hanem díszfelvonulási útnak a nagy Mardukhoz. Az építtető, II. Nabú-kudurri-uszur erről így számol be: „Aibursabut, Babilon útját, a nagy Marduk-körmenetek tiszteletére magas töltéssel építettem ki. Turminabanda-kövekkel és Sadu-kövekkel tettem Aibursabut, az Illu-kaputól egészen az Istár-szakipat-tebisaig az ő istenségének körmenetéhez méltóvá. Összekötöttem az atyám által épített részekkel és fényesen elkészítettem az utat.” Igen, vallásos felvonulási út Marduknak, de egyben a városvédelem megerősítésének egyik része. Ez az út egy roppant méretű mélyúthoz hasonlított. Se jobbra, se balra nem engedett szabad kilátást. Mindkét oldalról hét méter magas, erős falak szegélyezték. És mert a külvárostól ilyen formában vezetett el egészen az Istár-kapuig, amely a tulajdonképpeni Babilon bejáratául szolgált, a kaput ostromló ellenség kénytelen lett volna ezen az úton előrenyomulni. Ez pedig a halál útja lett volna számára. Már szakadékszerűsége is minden támadóban nyilván szorongást ébresztett, s ezt a félelemérzést bizonyára még fokozhatta a százhúsz oroszlán serege. A 2-2 méter hosszú oroszlánok fénylően színes domborműként díszítették a falat, és úgy látszott, mintha egyenesen az ellenség elébe vonulnának.
Harminchárom méter széles volt az út. Középen aszfalttal bevont téglaalapzaton hatalmas mészkőtömbök feküdtek, több mint egy méternyi széles kvadrátok. Szegélyül feleakkora vörös és fehér erezésű kőlapok (breccia) szolgáltak, amelyeknek hegyes részeit szintén aszfalttal öntötték ki. Valamennyi kődarabba ugyanazt a feliratot vésték: „Nabukodonozor, Nabupolasszár fia, Babilon királya vagyok én. A Bábel-utat a nagy Maraduk körmenetére Sadu-kőlapokkal rakattam ki. Marduk Urunk, adj örök életet!” Mindabból ami Bábelből megmaradt még ma is a kapu kelti a legnagyobb hatást tizenkét méternyi magas falával. Tulajdonképpen két hatalmas kapu volt ez, erősen előreugró tornyokkal. A belépő bárhova nézett is mindenhonnan a szent állatok szemei villogtak feléje. Koldewey ötszázra becsülte a rémületet keltő állatok számát. Nem Istár istennő állata, az oroszlán díszítette a kaput, hanem Ramman (Abadnak is nevezték) a vihar istenének szent állata: a bika, és Szirrusz, a sárkány, a kígyófejű griff. (Négy magas lábon járt, hátsó talpa madárkarmokkal vértezve, teste pikkelyes, nyaka hosszú, lapos, nagy szemű kígyófején szarv, hasított nyelve kinyújtva…) Ez volt Babilon sárkánya.
Időszámításunk fordulója körül, a pártusok uralma alatt kezdődött meg Bábel széthullása. A Szászánidák korszakában (i. e. 636–225) még álltak egyes lakóhelyek a hajdani paloták helyén. Az arab középkorban aztán már csak kunyhók – egészen a 12. századig.
Manapság csak romokat, csillogó töredékeket látni, maradékát az egykori dicsőségnek.
Jeremiás próféta szavaival: „Azért sakálok lakozzanak ott baglyokkal, és struccmadárnak fiai lakozzanak benne, és soha többé ne lakják azt, és ne legyenek lakosai nemzedékről nemzedékre.”